# Mnesímaca
Mnesímaca (en grec antic: Μνησιμάχη) va ser, segons la mitologia grega, una filla de Dexamen, rei de la ciutat d'Òlenos, a l'Acaia.
Quan Augias va expulsar Hèracles del seu regne, es va refugiar a Òlenos, on Dexamen el va acollir, i li va oferir a la seva filla, Mnesímaca com a esposa. Hèracles va marxar a una expedició i quan va tornar es va trobar la noia casada per força amb el centaure Eurició, que havia obligat Dexamen a donar-li. Hèracles va matar el centaure i es va casar amb Mnesímaca.
Una altra tradició identifica Mnesímaca amb Deianira, i situa la història a Calidó, a la cort d'Eneu, on hi va haver una lluita semblant entre Hèracles i Nessos. O també es confon la història amb la lluita entre Hèracles i Aqueloos, per la possessió de la jove.